# Hohe Warte (Vienne)
Le Hohe Warte est une colline de 214 m d'élévation dans le 19e arrondissement de la ville de Vienne (Autriche), Döbling, entre les quartiers de Heiligenstadt et Unterdöbling. C'est aussi une rue du même nom qui monte la colline depuis le nord (Grinzinger Straße) et depuis le sud (Döblinger Hauptstraße).
Le nom a été mentionné dans un document dès 1135. Au XIXe siècle, un certain nombre de villas ont été construites sur le Hohe Warte car il offrait de belles vues sur les environs. À partir de 1901, Josef Hoffmann a créé une colonie d'artistes pour les riches bâtisseurs. Aujourd'hui, le Hohe Warte est surtout connu d'une part comme le site du Zentralanstalt für Meteorologie und Geodynamik (Institut central de météorologie et de géodynamique), l'ancienne villa présidentielle et troisièmement pour le stade Hohe-Warte.